# П'ятдесятництво
П'ятдеся́тництво — протестантська течія євангельської традиції, що виникла наприкінці XIX століття – на поч. XX століття та характеризується особливим акцентом на важливості дарів Святого Духа, зокрема пророцтва, зцілення хворих, глосолалії. Назва походить від свята П'ятидесятниці, коли Святий Дух здійснив зшестя на послідовників Ісуса Христа. На території СРСР для відмінності від євангельських християн (проханівців), за вченням ближчих до баптизму, вважали за краще називатися Християнами віри євангельської — ХВЄ або Християнами євангельської віри — ХЄВ, на сьогодні ця назва є складовою частиною назви конфесій цього напряму на пострадянському просторі. За даними дослідницького центру Pew Research Center, у 2011 році рух налічував 279 мільйонів вірян. Низка п'ятидесятницьких деномінацій по всьому світу є членами Всесвітнього братства п'ятидесятників.
П'ятидесятницькі богослужіння характеризуються палкими молитвами, гучним співом і музикою, а іноді і раптовими танцями. П'ятидесятники пояснюють, що їхнім служінням керує Святий Дух, і вони не обмежені релігійними шаблонами. П'ятидесятницьке богослужіння зазвичай ділиться на дві частини: поклоніння (молитва, спів) і проповідь (проповідь, навчання, євангелізація).
У цього руху немає глобального лідера, оскільки він складається з різних організацій і церков, які представляють орган влади над собою. Наразі п'ятидесятництво має чотири основні течії: історичне п'ятидесятництво і класичне п'ятидесятництво, унітарне п'ятидесятництво і харизматичний або неоп'ятидесятницький рух (який включає в себе євангельський харизматичний рух другої хвилі, неохаризматиків третьої хвилі і католицьке харизматичне оновлення).

## Назва
Терміни «п'ятидесятництво», «п'ятидесятницька церква», «п'ятидесятницький рух» відносяться до свята П'ятидесятниці, яке відзначається в пам'ять про зшестя Святого Духа на Єрусалимську ранню церкву, про яке розповідається в Новому Завіті. У 1870-х і 1880-х роках в євангельських колах США посилилися молитви про нову П'ятидесятницю, тобто про нове злиття Святого Духа. Повідомлення про пробудження, яке охопило Уельс в 1905 році, породило очікування другої П'ятидесятниці. А коли 9 квітня 1906 року на богослужінні на вулиці Азуса в Лос-Анджелесі відбулися особливі явища, схожі на події першої П'ятидесятниці в Єрусалимі, вважалося, що настала друга П'ятидесятниця. Рух, який виник у зв'язку з цими подіями і поширився по всьому світу, відтепер почали називати п'ятидесятницьким рухом.

## Історія

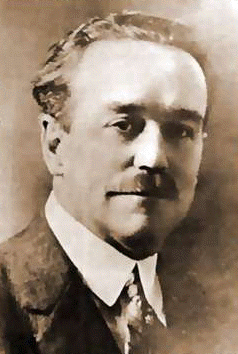
Чарльз Фокс Пархем

П'ятидесятницький рух мав різних попередників, одним з найважливіших був новий методизм XVIII століття в Англії. Його засновник Джон Веслі прагнув до Божої святості й говорив про друге Боже благословення в освяченні, а його колега-проповідник Джон Вільям Флетчер навіть про хрещення Святим Духом. У XIX столітті шотландський пресвітеріанський євангеліст Едвард Ірвінґ практикував надземні духовні дари на своїх богослужіннях. Англійський рух кесвікського відродження, який можна зарахувати до руху святості, використовував термін «Вище життя» (англ. Higher Life) для позначення очищення серця й оновлення Святим Духом. Його представниками були також американці Ханна Вітолл Сміт, Дуайт Лайман Муді, Адонірам Джадсон Гордон, Рубен Арчер Торрі, та Альберт Бенджамін Сімпсон, які мали велику потребу у Бозі й сподівалися чудесне зцілення.
У 1895 році колишній баптистський пастор Френк Сендфорд відкрив біблійну школу в Даремі, штат Мен, під назвою «Святий Дух і ми» (англ. The Holy Ghost and Us Bible School), назвавши її на честь старозавітного міста Шило. Однак школа не мала ні певної тривалості навчання, ні систематичної навчальної програми, ні справжніх вчителів. Лише Святий Дух мав визначати ці земні порядки, а також направляти випускників. Тому деякі учні проводили там багато годин на молитовній вежі, і після цього починали говорити незнаними мовами.
Однак справжнім богословським засновником п'ятидесятницького руху вважається методистський проповідник Чарльз Фокс Пархем. 1898 року він відвідав пресвітеріанського проповідника-цілителя Джон Александер Доуї в його цілющих кімнатах у Чикаго. Під враженням від його служіння вони з дружиною також відкрили центр зцілення та євангелізації в Топіці в Канзасі та в Стоунз Фоллі (англ. Stones Folly), які отримали назву «Бетел» (англ. Bethel). У 1900 році він відвідав кількох лідерів руху святості та їхні церкви, зокрема Дуайта Лаймана Муді в Чикаго, А. Д. Гордона в Бостоні та А. Б. Сімпсона в Ньяку, що поблизу Нью-Йорка. Влітку того ж року він на кілька тижнів відвідав деномінацію «Королівство Френка Сендфорда» та його Біблійну школу «Святий Дух і ми». Там він вперше зміг спостерігати, як студенти Біблії після тривалої молитви розмовляють мовами. Вперше він розробив вчення про мови в 1901 році в своїй Біблійній школі «Бетель» в Топіці і інтерпретував його в цьому контексті як початковий фізичний знак (англ. initial physical sign) для отримання хрещення Святим Духом.
Однак найсильніший поштовх до зародження і подальшого поширення п'ятидесятницького руху дало пробудження на вулиці Азуса в Лос-Анджелесі. Це пробудження тривало з 1906 по 1909 рік і спочатку було очолене учнем Пархема і чорним проповідником руху святості Вільямом Джей Сеймуром. 14 квітня 1906 року він виголосив проповідь, в якій сповістив про гнівний Божий суд, від якого здригнеться земля. Через чотири дні, коли місто Сан-Франциско було майже повністю зруйноване сильним землетрусом, громада Сеймура на вулиці Азуса набула великої популярності. Її відвідували тисячі людей, а присутність численних місіонерів, які приїхали до Лос-Анджелеса з усього світу, згодом забезпечила заснування великої кількості церков у США, Європі, Китаї та на колоніальних територіях Південної Америки, Африки та Азії того часу. Цей рух був особливо привабливим для християн у країнах сучасного Третього світу, оскільки білі та чорні американці, особливо з бідних верств населення, від самого початку були в ньому майже рівноправними членами.
Перше розділення в п'ятидесятницькому русі США відбулося ще в 1914 році, коли від Церква Божа у Христі, яка була заснована ще в 1897 році в ході руху святості, відокремилися Асамблеї Божі, заново заснувавшись в Гот-Спрінгс, штат Арканзас. У жовтні 1916 року відбувся черговий розрив з п'ятидесятниками єдності в Сент-Луїсі, які відкинули Трійцю.

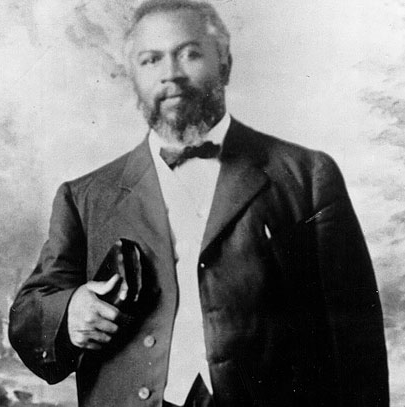
Вільям Джей Сеймур

П'ятидесятники в Сполучених Штатах рано та інтенсивно почали використовувати сучасні медіа. Наприклад, п'ятидесятниця Еймі Семпл Макферсон проповідувала на одній з перших радіостанцій в Каліфорнії ще в 1918 році. Її нетрадиційний стиль проповіді, широка благодійна діяльність у Лос-Анджелесі та екуменічний внесок стали важливим внеском в оновлення північноамериканського євангельського руху, а також допомогли п'ятидесятницькому руху отримати соціальне та церковне визнання. Християнська місіонерська радіостанція Радіо HCJB була заснована в Еквадорі ще в 1931 році п'ятидесятником Кларенсом Джонсом (англ. Clarence Jones) з Чикаго.
У 1946 році, після Другої світової війни, євангеліст Томас Голл (англ. Thomas Hall) († 1994) опублікував книгу «Атомна сила з Богом через піст і молитву» (англ. Atomic Power with God through Fasting and Prayer), тоді ж (1946 році) прозвучав виступ євангеліста-цілителя Вільям Марріон Бранхем у Джонсборо, штат Арканзас. Незабаром до нього приєднався молодий, перспективний Орал Робертс та інші п'ятидесятники, і зародився рух під назвою "Цілюще відродження". Був заснований журнал «Голос зцілення» (англ. Voice of Healing), який координував і редагував Гордон Ліндсей (англ. Gordon Lindsay). У 1951 році в цьому русі налічувалося близько 1 000 євангелістів-зцілителів, що діяли в США і Канаді. В результаті відсутності успіхів у зціленні цих євангелістів і незначної підтримки на рівні церков, рух значно втратив свою важливість з 1958 року.
З п'ятидесятницьким рухом пов'язаний харизматичний рух, який частково походить від цілющого відродження, і котрий активно розвивається в протестантських церквах Заходу з початку 1960-х років, а в католицькій церкві — з 1967 року. Він зміг підтримати себе в багатьох церквах, але в деяких випадках також призвів до створення власних незалежних конгрегацій.
Після Другої світової війни і з падінням залізної завіси в 1989 році п'ятидесятницький рух зазнав значного зростання в різних регіонах світу, особливо в Африці, Азії, Латинській Америці та Східній Європі, так що в 2000 році до нього належало понад 220 мільйонів людей. Традиційні церкви спочатку реагували досить несхвально, часто зневажливо, а пізніше роздратовано, коли зрозуміли, що ці активніші церкви з більш емоційними богослужіннями досягли успіху і, таким чином, стали серйозною конкуренцією. Соціологи вважають, що цьому сприяли відтік сільського населення та урбанізація, а також пов'язані з цим сімейні та культурні розриви між молодими людьми. Це пояснюється тим, що багато п'ятидесятницьких церков надихають своїх членів і відвідувачів жвавими богослужіннями з великою кількістю пісень і музики, особистими свідченнями, молитвами з очікуванням чудес і зцілень, а також тісним спілкуванням. Чітка етика, особиста симпатія і практична допомога в повсякденному житті сприяють згуртованості, а також соціальному прогресу.
Наприклад, починаючи з 1956 року, американський п'ятидесятницький проповідник Лорен Каннінгем прагнув об'єднати молодих людей і підготувати їх до поширення Євангелія. Він заснував організацію «Молодь з місією YWAM» (англ. Youth With A Mission YWAM), девіз якої — «Пізнати Бога і зробити Його відомим». За останні шістдесят років ця організація заснувала багато шкіл учнівства, навчальних закладів та медичних проектів на всіх континентах світу, в яких взяли участь близько 18000 осіб.
Південнокорейський євангеліст і пастор Девід Йонггі Чо був засновником у 1973 році і до 2008 року провідним пастором Церкви Повного Євангелія Йоідо, яка у 2007 році була найбільшою християнською церквою у світі з понад 1 000 000 членів. Він був вихований як буддист і навернувся до християнства у віці 17 років, коли хворів на туберкульоз, і згодом мав багато духовних переживань. У 1958 році він заснував швидко зростаючу домашню церкву, а пізніше — Церкву Повного Євангелія Йоідо (англ. Yoido Full Gospel Church) з молитовною горою і соціальною роботою. У дев'яностих роках з'явилися дочірні церкви в інших частинах міста та п'ятсот молитовних будинків. До 2021 року церква налічувала 400 пасторів, 500 місіонерів і близько 540 000 членів.
Інший приклад швидкого зростання в поєднанні з комерційним успіхом стався з 1983 року в зростаючому районі Хіллз Шир на півночі Сіднея завдяки Християнському центру життя Хіллз (англ. Hills Christian Life Centre), який з 1999 року називається Церквою Хіллзсонг. Вона виросла з невеликої спільноти в школі, що налічувала 45 осіб, до мегацеркви з понад 20 000 відвідувачів, її заснував пастор Браян Г'юстон і очолював до 2022 р. Церква Хіллсонг вміло використовувала нові медіа і стала відомою в усьому світі головним чином завдяки своїм музикантам, співакам, групам, концертам і телевізійним програмам, які транслювалися в 180 країнах світу.

## Теологія
З богословської точки зору більшість п'ятидесятницьких деномінацій поділяють з іншими євангельськими християнами акцент на достовірності та непогрішності Біблії як Слова Божого і винятковому посередництві Ісуса Христа у спасінні. П'ятидесятники визнають необхідність покаяння: каяття і віри в Євангеліє. Однак вони відрізняються від інших протестантів тим, що роблять акцент на особистому досвіді переживання присутності і сили Святого Духа. Джекі Девід Джонс пише, що «п'ятидесятницька доктрина розглядає Біблію як книгу, в якій завжди діє Святий Дух, а зустріч зі Святим Письмом є зустріччю з Богом».

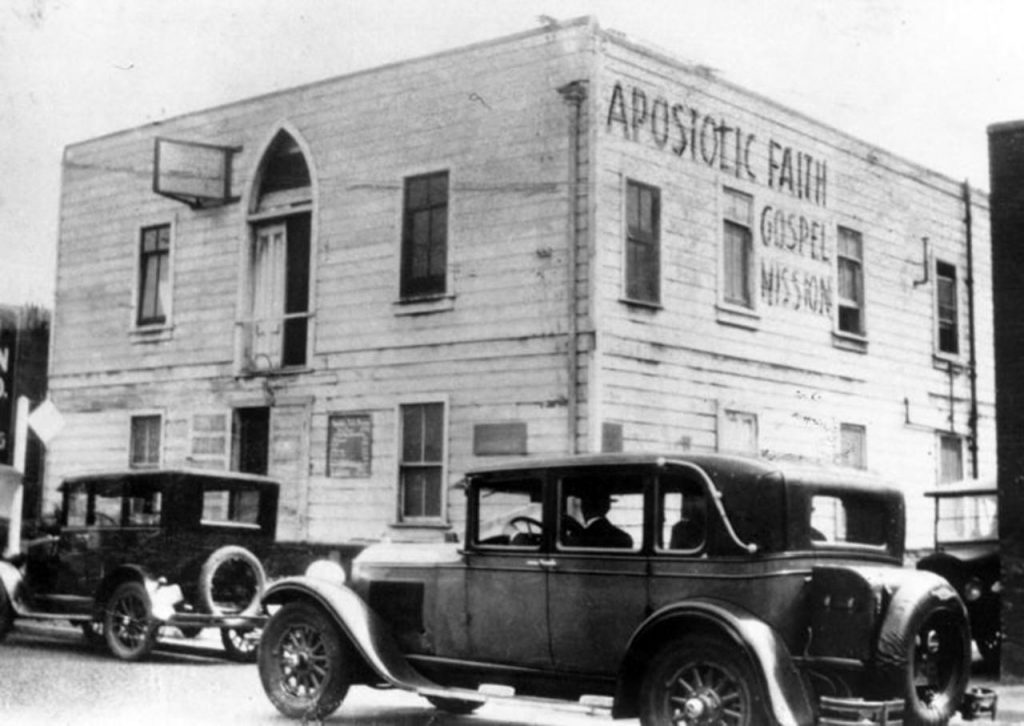
Місія «Апостольська віра» на вулиці Азуса

П'ятидесятники посилаються на біблійну подію П'ятидесятниці, під час якої апостоли та інші присутні «сповнилися всі Духом Святим, і почали говорити іншими мовами, як Дух дав їм силу» (Дії 2:4). Відмінною рисою п'ятидесятництва є досвід хрещення Святим Духом, який наділяє вірянина Його силою і дарами (харизмами). Це хрещення часто (хоча й не завжди) пов'язане з даром «говоріння мовами» (глосолалія), що є для п'ятидесятників свідченням благословення хрещення Святим Духом.
Ранні п'ятидесятники стверджували , що людина, яка не говорить мовами, не є спасенною — це має свою причину в тому, що, хоча п'ятидесятництво виникло з Руху святості, який також говорив про хрещення Святим Духом, йому спочатку відводилася та роль, яку в ранній церкві виконували чотири злиття Святого Духа, описані в Біблії, зокрема, в Діяннях 2. Розділ Діянь Апостолів — тобто той момент, коли Святий Дух був даний вірянам. Це тягнуло за собою низку претензій: раз людина не говорить мовами — вона ще не отримала хрещення Святим Духом. А оскільки вона не отримала цього хрещення — вона ще не має Святого Духа — і тому ще не є спасенною (бо без Святого Духа спасіння неможливе). Зараз більшість п'ятидесятницьких спільнот відмовляється від цього твердження на підставі 14-го розділу Першого послання до Коринтян, в якому апостол Павло критикує надмірне захоплення цим даром тамтешньої церкви, підкреслюючи, що Бог дає його не всім.
Критика п'ятидесятницького богослов'я щодо харизм перегукується зі звинуваченнями, висунутими апостолом Павлом проти ранньої церкви в Коринті (див. 1 Кор. 12-14), тоді як захисники стверджують, що п'ятидесятницькі погляди пов'язані з правильним розумінням церкви, вираженим у Діяннях апостолів.
Переважна більшість п'ятидесятників приймає вчення про Трійцю, але деякі п'ятидесятницькі церкви, які називають себе апостольськими християнами, проповідують богослов'я Єдності Божества, яке заперечує традиційне вчення про Трійцю. Однією з найбільших п'ятидесятницьких унітарних деномінацій є Об'єднана п'ятидесятницька церква. П'ятидесятники-унітарії, яких іноді називають «п'ятидесятниками тільки Ісуса» або «апостольськими п'ятидесятниками» через віру в те, що апостоли хрестили новонавернених лише «в ім'я Ісуса», вірять, що Бог об'явив Себе в трьох різних ролях, а не в те, що Він існує в трьох різних особах — що означає, що ім'я Бога — «Ісус». Однак більшість п'ятидесятницьких церков, включаючи Всесвітнє п'ятидесятницьке братство та Спільноту п'ятидесятницьких і харизматичних церков Північної Америки (англ. However, the Community of Pentecostal and Charismatic Churches of North America has condemned the "Oneness of the Godhead" theology.), засудили богослов'я «Єдності Божества» як єресь.
Серед п'ятидесятників поширена практика хрещення віри через занурення. Прихильники цього підходу стверджують, що хрещення немовлят є неприйнятним, оскільки, на їхню думку, хрещення вимагає особистого свідчення і свідомої обітниці вірності Богові. Однак існують п'ятидесятницькі деномінації, які практикують хрещення немовлят, наприклад, Методистська п'ятидесятницька церква Чилі (ісп. Iglesia Metodista Pentecostal de Chile).
Євхаристія, в пам'ять про смерть Ісуса Христа, відзначається у двох формах: хліба і вина. Також практикуються пастирські бесіди, часто зі сповіддю гріхів, укладання шлюбу, помазання єлеєм заради зцілення, висвячення духовенства (дияконів і пресвітерів). Під час п'ятидесятницьких богослужінь часто відбуваються спонтанні акти говоріння мовами, пророцтва, зцілення, вигнання бісів, співи, плескання в долоні, що відрізняє їх від богослужінь інших деномінацій.